# Sipho Mbule
Sipho Percevale Mbule (22 marzo 1998) è un calciatore sudafricano, centrocampista del Sekhukhune United in prestito dal M. Sundowns.

## Palmarès

### Club

#### Competizioni nazionali
- MTN 8: 2

SuperSport United: 2017, 2019
- Campionato sudafricano: 2

Mamelodi Sundowns: 2022-2023, 2023-2024